# Roland Joffé
Roland Joffé (Londres, 17 de novembre de 1945) és un director, productor i guionista anglo-francès.

## Biografia
Joffé va ser alumne del Liceu francès Charles-de-Gaulle de Londres abans d'estudiar a la Universitat de Manchester.
El 1984 va començar, amb èxit, la seva carrera de director de cinema, ja que el seu primer llargmetratge, Els crits del silenci, va guanyar tres Oscars. La pel·lícula és el fresc dramàtic d'una Cambodja mutilada després de la invasió de Phnom Penh pels Khmers Rojos, a través de la història d'amistat que lligarà un periodista americà amb el seu ajudant local. Joffé s'imposa des de llavors com un cineasta compromès, desitjant abans de tot ensenyar la veritat. Aquesta mateixa preocupació li fa realitzar l'any següent la trastornadora pel·lícula The Mission, pintura subtil de la conquesta i del domini espanyol al Nou Món el segle xviii. La pel·lícula, portada per dos actors excepcionals, Jeremy Irons en el paper d'un sacerdot catòlic i Robert De Niro com a mercenari espanyol, és una obra mestra i rep la Palma d'or al Festival de Canes el 1986. A Roland Joffé li agrada descobrir universos totalment diferents tot posant la mirada en destinacions d'excepció. El 1991 La ciutat de l'Alegria ens fa descobrir la misèria dels nens dels carrers de Calcutta a través del recorregut d'un cirurgià anglès que va anar a l'Índia buscant un sentit a la seva vida. A The Scarlet Letter (1991), la història dolorosa d'una jove dona embarassada enamorada d'un pastor serveix de canemàs per a una pintura de l'Amèrica intolerant i puritana del segle xvii.
El director abandona un temps les "pel·lícules històriques" - el temps de rodar Goodbye Lover (1999), comèdia dramàtica sobre la parella i les seves dificultats - però hi torna de seguida amb Vatel. Allà Roland Joffé s'interessa per la misèria de l'home en ressuscitant el tribunal de Lluís XIV de França i el més cèlebre cuiner de la història a qui la seva massa gran consciència professional va empènyer fins a la mort.

### Vida privada
Roland Joffé és el fill de Marc Joffé (originari de Riga). El seu pare ha viscut amb Esther Garman, filla de l'escultor Jacob Epstein que s'ha convertit així el seu avi adoptiu.
No té vincles familiars amb els cineastes Alex i Arthur Joffé.
Roland Joffé ha estat casat amb l'actriu Jane Lapotaire i amb Cherie Lunghi. Té dos fills: Rowan Joffé i Nathalie Lunghi.

## Filmografia
- 1984: Els crits del silenci (The Killing Fields)
- 1986: La missió (The Mission)
- 1989: Fat Man and Little Boy
- 1992: La ciutat de l'alegria (City of Joy)
- 1993: Super Mario Bros (no surt als crèdits)
- 1995: La lletra escarlata (The Scarlet Letter)
- 1998: Goodbye Lover
- 2000: Vatel
- 2007: Captivity
- 2011: There Be Dragons
- 2011: You and I
- 2011: Singularity

## Premis i nominacions

### Premis
- 1986. Palma d'Or per La missió

### Nominacions
- 1985. Oscar al millor director per Els crits del silenci
- 1985. Globus d'Or al millor director per Els crits del silenci
- 1985. BAFTA al millor director per Els crits del silenci
- 1985. César a la millor pel·lícula estrangera per Els crits del silenci
- 1986. César a la millor pel·lícula estrangera per La missió
- 1987. Oscar al millor director per La missió
- 1987. Globus d'Or al millor director per La missió
- 1987. BAFTA a la millor pel·lícula per La missió
- 1987. BAFTA al millor director per La missió
- 1990. Os d'Or per Fat Man and Little Boy